# Bernt Hulsker
Bernt Hulsker, född 9 september 1977 i Haag, är en norsk före detta fotbollsspelare. Norrmannen kom till AIK inför Allsvenskan 2006 från de norska mästarna Vålerenga IF. Han har också spelat för Molde FK. Hulsker var under 2007 utlånad till IK Start.